# Tam Pháp Ty (nhà Nguyễn)

Tam Pháp Ty ấn (叄法司印)

Tam Pháp Ty là cơ quan nhận đơn khiếu nại của những người bị quan lại triều Nguyễn ở Việt Nam xử oan ức. Cơ quan này được lập ra năm 1832, dưới triều vua Minh Mạng, gồm có đại diện của Bộ Hình (Tư pháp), Viện Đô Sát (Viện Giám sát) và Đại Lý Tự (Tòa Phá án). Nơi đặt Tam Pháp Ty ngày xưa ở gần cửa Thượng Tứ (có tên chữ là Đông Nam Môn, nằm ở góc Đông Nam Kinh thành Huế), nhưng hiện nay công thự ấy đã không còn dấu tích.
Hàng tháng cứ vào các ngày 6, 16, 26 âm lịch thì Tam Pháp Ty mở hội đồng để xét xử (giống như Phòng tiếp dân ngày nay). Nếu không gặp đúng ba ngày ấy, thì người đội đơn phải đến trước cửa Tam Pháp Ty đánh trống để được cầu minh xét. Chiếc trống ấy gọi là trống Đăng Văn (đánh lên để mọi người nghe thấy). Thoạt tiên, đương sự phải đánh ba tiếng trống thật mạnh, tiếp theo là một hồi trống đánh mau hơn. Một viên chức sẽ ra nhận đơn, đồng thời sẽ tạm giam người đệ đơn để làm rõ vụ việc. Nếu kêu oan bừa bãi sẽ bị nghiệm trị. Đơn ấy được trực thần dâng lên nhà vua. Vua xem và phê xong, sẽ giao cho Tam Pháp Ty nghị xử và nhà vua sẽ là người quyết định sau cùng. Vì có trống Đăng Văn này nên ngày xưa trong nội thành, dân chúng không ai được đánh trống để khỏi lẫn với tiếng trống kêu oan .
Sách Đại Nam thực lục chép: Phàm thần dân ở trong kinh và ngoài các tỉnh ai có oan khuất thì đưa đơn. Hội đồng nhận đơn cứ chiếu lý bàn xử, rồi hội làm thành tập tấu dâng lên. Sau khi được chỉ, việc nào quan hệ đến nha nào thì chép đưa cho nha ấy làm theo. Khi tiếp được tờ tâu phong kín thì lập tức dâng trình, không được tự tiện phát đi. Còn những ngày khác, mỗi nơi cắt một thuộc viên đều thay phiên thường trực, nếu có người thần dân nào có tờ tâu phong kín tố cáo việc bí mật hoặc sự việc thật cần kíp khẩn thiết không thể đợi đến nhật kỳ nhận đơn thì cho bất kỳ lúc nào cũng được đánh trống Đăng Văn, đưa đơn kêu. Người thường trực nhận lấy đơn ấy, một mặt đem người kêu ấy giao cho lính thủ hộ coi giữ, một mặt trình lên Công chính đường. Còn tờ trạng phong kín ấy cũng lập tức được dâng trình. Các đơn khác thì trước hết tóm tắt lại chép thành phiến để tâu biết, rồi phải theo lý bàn kỹ đợi chỉ sẽ xử sự nghiêm ngặt...
Sau ngày Kinh đô thất thủ (1885), vua Hàm Nghi phải xuất bôn, thì Tam Pháp Ty bị bãi bỏ. Đến năm 1901, vua Thành Thái sai lập lại nhưng chỉ tồn tại cho đến năm 1906.
Sử sách còn ghi chép lại việc hai người đã từ Nam Bộ lặn lội ra Huế để đánh trống Đăng Văn, đó là Ông già Ba Tri (Thái Hữu Kiểm) và bà Nguyễn Thị Tồn  (vợ của Thủ khoa Bùi Hữu Nghĩa).